# يوك أوكادا
يوك أوكادا (باليابانية: 岡田 優希) (مواليد 13 مايو 1996) هو لاعب كرة قدم ياباني.

## وصلات خارجية
- يوك أوكادا على موقع رابطة كرة القدم اليابانية للمحترفين (اليابانية)
- يوك أوكادا على موقع قاعدة بيانات كرة القدم.إي يو (الإنجليزية)
- يوك أوكادا على موقع Soccerway.com (الإنجليزية)
- يوك أوكادا على موقع عالم كرة القدم.نت (الإنجليزية)